# Montastruc (Pireneje Wysokie)
Montastruc – miejscowość i gmina we Francji, w regionie Oksytania, w departamencie Pireneje Wysokie.
Według danych na rok 1990 gminę zamieszkiwało 308 osób, a gęstość zaludnienia wynosiła 25 osób/km² (wśród 3020 gmin regionu Midi-Pireneje Montastruc plasuje się na 759. miejscu pod względem liczby ludności, natomiast pod względem powierzchni na miejscu 929.).